# Трошкін Олександр Миколайович
Олександр Миколайович Трошкін (нар. 20 червня 1955) — радянський футболіст, захисник, український тренер.

## Кар'єра гравця
Вихованець футбольної школи міста Суми. У дорослий футбол розпочинав грати в другій союзній лізі за місцевий «Фрунзенець». У 1975 році деякий час грав за хмельницьке «Динамо». 1976 по 1978 роки провів у складі вінницького «Локомотива». У цій команді провів понад 100 матчів, забив 6 м'ячів. Сезону 1979 року провів у криворізькому «Кривбасі», звідки через рік перебрався до обласного центру. У Дніпропетровську став срібним призером першої ліги 1980 року й завоював право виступати у вищій лізі. У 1981 році з «Дніпром» дебютував у вищому дивізіоні радянського футболу. Всього у «вишці» зіграв 12 матчів.

## Кар'єра тренера
У 2010 році разом з Сергієм Ревутом і Геннадієм Жилкіним увійшов до тренерського штабу Юрія Максимова в «Кривбасі». У перших матчах в Кривому Розі Максимов не міг перебувати «на лавочці» «Кривбасу» через фінансові претензії його колишнього клубу «Оболонь». В цей час Трошкін виконував обов'язки головного тренера. У 2012 році, коли Максимов перейшов у донецький «Металург», президент «Кривбасу» Олександр Лівшиць звільнив весь тренерський штаб команди включаючи Трошкіна.
Старший брат Володимир захищав кольори київського «Динамо». Неодноразовий переможець чемпіонатів СРСР, володар Кубка володарів кубків і Суперкубка Європи. У складі збірної СРСР провів 31 матч.